# Playa del Camello
La playa del Camello es una playa situada en el municipio de Santander, capital de la comunidad autónoma de Cantabria (España).

## Situación
La playa del Camello está orientada hacia el este. Se sitúa en paralelo a la avenida de la Reina Victoria y en perpendicular a la avenida de la Magdalena, entre las playas de El Sardinero y la península de la Magdalena.

## Características
Es una playa de unos 10 000 metros cuadrados situada muy por debajo del nivel al que se encuentra el paseo marítimo que la rodea, por lo que es necesario bajar escaleras y/o rampas para acceder a ella.
Por el oeste tiene como límite un amplio aparcamiento. Por el sur la avenida de la Magdalena y por el norte una zona rocosa con una pequeña montaña coronada con una estatua de Neptuno niño, obra de Ramón Muriedas. La estatua fue colocada en 1979 (Año Internacional del Niño). Debido a su estado de deterioro, con los dos brazos y el tridente que portaba rotos, la estatua fue retirada en el año 2012. En 2019 se restaura y restituye la escultura en su lugar original. Posteriormente, se celebra un homenaje a su autor, con la colocación de una placa.
Es frecuente encontrar a gente jugando a las palas, para cuya práctica existe una zona habilitada.
No tiene una fauna específica y la flora es poco habitable. Abundan sobre todo los moluscos.

## Vistas
Desde la playa del Camello puede verse el extremo norte de la península de la Magdalena, pero esta queda a mayor altitud, por lo que solo se ven en primer plano las rocas de los pequeños acantilados que rodean su zoológico y las vallas de este. Coronando la península, puede verse la parte más alta del palacio de la Magdalena, asomando entre el bosque de pinos que lo rodea. Desde la zona norte de la playa puede divisarse también, al este, la isla de Mouro y su faro. Mirando hacia el norte, entre el pequeño montículo y la avenida de Reina Victoria, puede verse cabo Mayor.

## Origen del nombre
El nombre lo toma la playa de una de sus rocas, cuya forma recuerda a la de un camello (o a la de un menos popular dromedario).

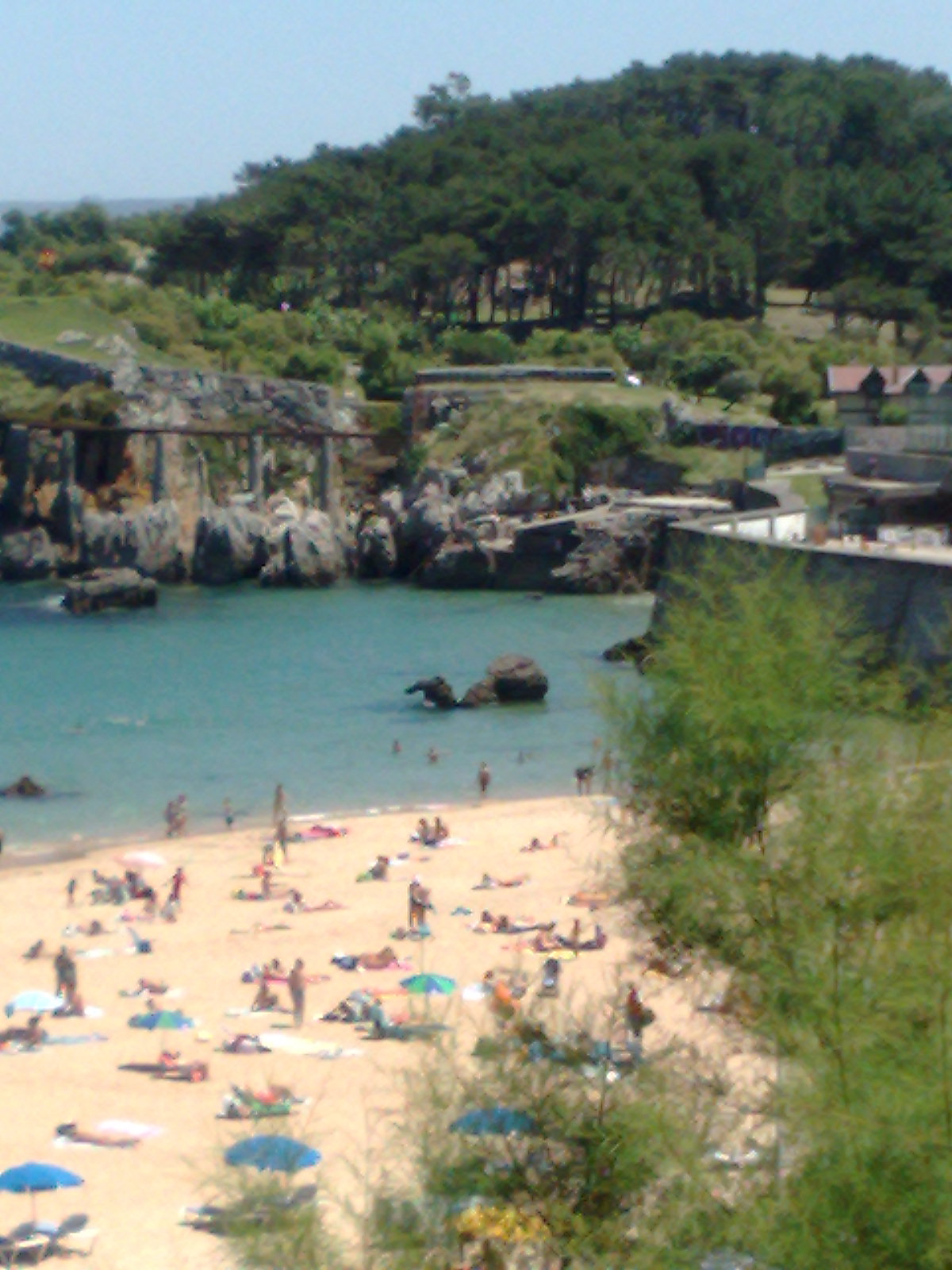
Playa del Camello con el «camello» bañándose y los bosque de La Magdalena de fondo.

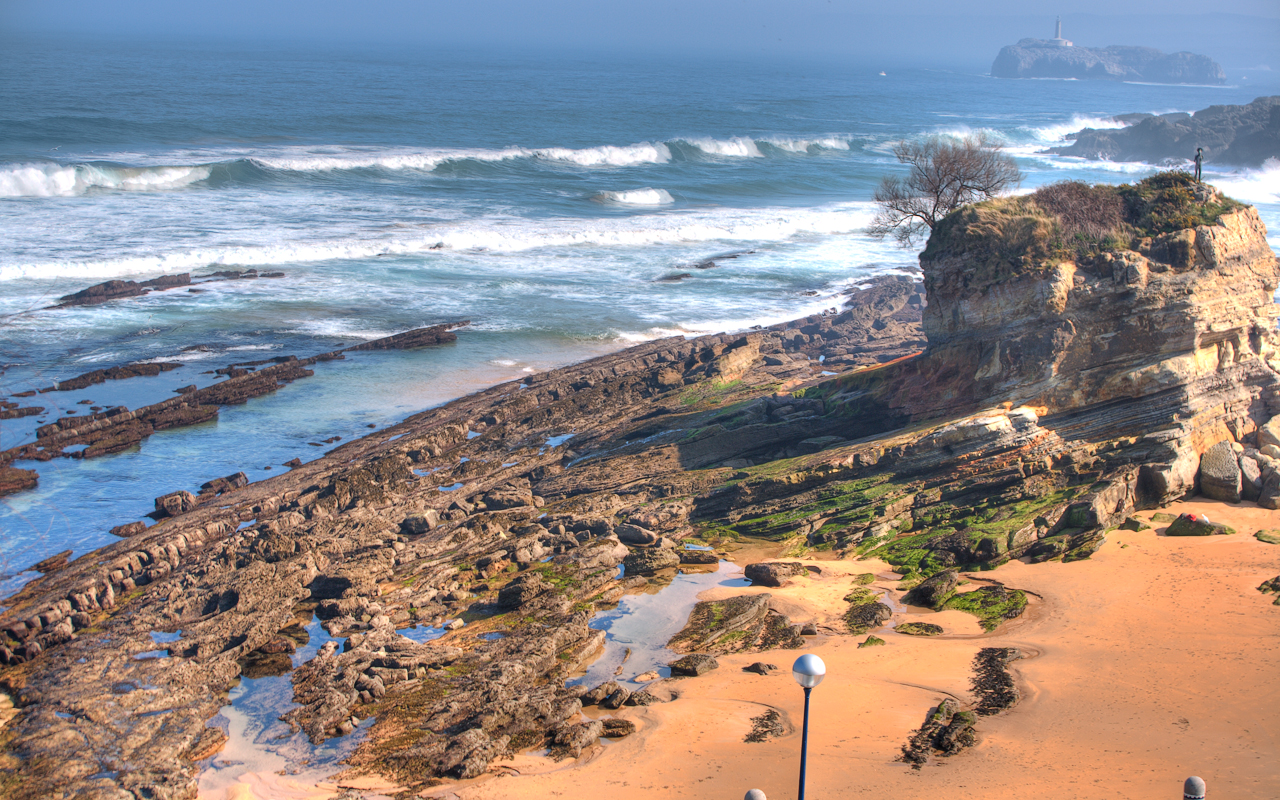
Límite norte de la playa con la isla de Mouro al fondo y Neptuno niño sobre la «montaña».

Junto al aparcamiento, en el muro que salva el desnivel entre este y la avenida de la Reina Victoria, hay una cita de la obra Gloria (1877) de Benito Pérez Galdós:

A la izquierda de la boca de la ría había una serie de rocas que se mostraban completamente en marea baja, y en la pleamar eran indicadas por móviles espumarajos del agua. Uno de los peñascos tenía forma parecida a un camello, y de aquí vino el nombre de Los Camellos dado a todo el arrecife.
Gloria (1877) de Benito Pérez Galdós

## Servicios
La playa del Camello cuenta con servicio de socorrismo del 22 de junio al 22 de septiembre y acceso para personas con movilidad reducida. Dispone contenedores donde depositar la basura, así como duchas y lavapiés. Cuenta con un amplio aparcamiento, no obstante su gran afluencia dificulta el estacionamiento de vehículos durante los meses de verano.